# Marva Nabili
Marva Nabili, née en 1941, est une actrice et réalisatrice iranienne, connue notamment pour son premier film réalisé en Iran, La terre scellée.

## Jeunesse et études
Ayant étudié la peinture dans les années 1960 à l'université de Téhéran en Iran puis la production cinématographique à l'Université de la ville de New York et le Goddard College du Vermont dans les années 1970.
Lors de sa jeunesse en Iran Marva Nabili est proche de la Nouvelle Vague iranienne, jouant le premier rôle dans Siavash dar Takht-e Jamshid (Siavash à Persepolis) de Fereydoun Rahnema (en).

## Tournages en Iran
Elle retourne en Iran en 1975, pour tourner un film qu'elle a écrit sur le folklore local, Afsanehha-ye Kohan, une commande des réseaux de télévision nationaux. Ce film lui sert surtout de prétexte pour tourner La terre scellée (Khak-e Sar Behmohr), sans autorisation, avec une équipe non-professionnelle. Ce film ne sera jamais montré en Iran, à l'heure où le régime du Chah est de plus en plus contesté, mais la réalisatrice parvient à emporter les pellicules avec elle aux États-Unis.
Le film retrace la « révolte passive » d'une jeune fille qui refuse de se marier, une fille amenée à devenir femme, transformation dans laquelle on peut voir une métaphore du passage de l'Iran de la tradition à la modernité.
Nabili devient ainsi en 1977, à 36 ans, la deuxième réalisatrice à réaliser un long-métrage en Iran après le Marjan de Shala Riari en 1956, échec public en son temps, dont il ne reste aucune trace.
Terre scellée rencontre un succès critique international, remportant notamment un prix au London Film Festival en 1977, mais n'ayant toujours pas été diffusé en Iran.

## Tournages aux États-Unis
Nabili tourna un premier film aux États-Unis, Nightsongs, contant les difficultés d'intégration d'une famille chinoise dans New-York et sa Chinatown. Vraisemblablement le premier long métrage tourné entièrement dans Chinatown, avec un budget de 400 000 $, sa réalisation est à l'origine d'une controverse, la communauté et les réalisateurs asio-américains lui reprochant de parler d'une communauté à laquelle elle n'appartient pas.
Nabili, qui revendique d'avoir passé plus de deux ans dans Chinatown pour y fréquenter sa communauté, allant jusqu'à travailler quatre mois dans un sweatshop, modifia partiellement son film à la suite des critiques, ce dernier obtenant finalement un large succès critique à sa sortie en 1983,.